# Marcel Zelasco
Marcel Zelasco, né le 16 août 1924 à Alger et mort le 13 janvier 2002 à Toulon, est un coureur cycliste français. Professionnel de 1950 à 1955, il a notamment remporté deux étapes du Tour d'Algérie. Il participe à quatre éditions du Tour de France, avec pour meilleure performance une dix-huitième place au général en 1952.

## Biographie
En 1950, il termine cinquième du Tour d'Algérie.

## Palmarès
- 1942
  - Champion d'Algérie sur route juniors
- 1950
  - 3e étape du Circuit des six provinces
- 1951
  - Trophée du Journal d'Alger
  - 3e de Paris-Saint-Amand-Montrond
  - 3e du Grand Prix de Constantine et des Zibans
- 1952
  - 6e étape du Grand Prix de Constantine et des Zibans
  - 1re étape du Tour d'Algérie
  - 2e du Grand Prix de Constantine et des Zibans
  - 3e du Trophée du Journal d'Alger
- 1953
  - 10e étape du Tour d'Algérie

## Résultats sur les grands tours

### Tour de France
4 participations
- 1950 : éliminé (18e étape)
- 1951 : hors délai (7e étape)
- 1952 : 18e
- 1953 : abandon (3e étape)